# Music in Motion
Music in Motion è il terzo album in studio della cantante svedese Amy Diamond, pubblicato dalla Bonnier Amigo Music Group nel 2007. L'anno seguente, viene pubblicato in versione Gold Edition.

## Tracce
1. Stay My Baby – 3:05
2. Is It Love? – 3:05
3. Sleepy Sunday – 3:48
4. We're In This Together – 3:47
5. Look The Other Way – 3:11
6. Domino – 3:10
7. Takes One To Know One – 3:51
8. Graduation Song – 3:24
9. So 16 – 3:48
10. Yellow Shirt – 3:25
11. Speed Of Light – 3:28
12. Looks Like We Made It – 3:46
13. We Could Learn A Lot – 4:07